# Уирн, Эйлин
Элис Эйлин Уирн (англ. Alice Eileen Wearne; 30 января 1912, Сидней — 6 июля 2007, Сидней) — австралийская легкоатлетка, выступавшая в беге на короткие дистанции. Участница летних Олимпийских игр 1932 года.

## Биография
Эйлин Уирн родилась 30 января 1912 года в австралийском городе Энфилд (сейчас пригород Аделаиды).
Выступала в легкоатлетических соревнованиях за сиднейский «Вестерн Сабёрбз». Была чемпионкой Нового Южного Уэльса. В 1932 году выиграла чемпионат Австралии в беге на 100 ярдов.
В 1932 году вошла в состав сборной Австралии на летних Олимпийских играх в Лос-Анджелесе. В беге на 100 метров в четвертьфинале заняла 4-е место, показав результат 12,5 секунды и уступив 2 десятых попавшей в полуфинал с 3-го места Эйлин Хискок из Великобритании.
В 1938 году завоевала две медали на Играх Британской империи в Сиднее: золотую в эстафете 110+220+110 ярдов вместе Десимой Норман и Джин Коулман и бронзовую в беге на 220 ярдов.
Была самой долго живущей участницей Олимпийских игр из Австралии. Участвовала в работе Олимпийского клуба Нового Южного Уэльса.
Умерла 6 июля 2007 года в Сиднее.

## Личные рекорды
- Бег на 100 метров — 12,3 (1932)[4]
- Бег на 200 метров — 25,0 (1938)[4]